# Ricardo Rodríguez (cantante)
Ricardo Rodríguez (La Habana, Cuba; 4 de diciembre de 1966) es un cantante de música cristiana. Fundó el grupo Nueva Vida a finales de la década de los 80. Es reconocido por canciones como «Puedo imaginarme», «Quizás hoy», «Calma», «Vuelve», entre otras. Ha sido reconocido en diversas ocasiones en Premios Arpa, AMCL, y nominado a Premios Dove.
Ha trabajado como compositor y cantante de estudio con cantantes cristianos como Danny Berrios, Danilo Montero, René González, y Julissa, asistiendo también en la grabación de álbumes de cantantes como Julio Iglesias, Pimpinela y Basilio.

## Biografía
Ricardo Rodríguez nació en La Habana, barrio de Juanelo en la isla de Cuba, el 4 de diciembre de 1966. Tiene un hermana mayor que él. Con tan sólo un mes de edad su padre murió en un accidente y fue criado por su madre y abuela.
A los 5 años de edad salieron de Cuba con rumbo a España, en donde vivieron dos años. Después se mudaron a la ciudad de Los Ángeles, donde vivieron cuatro años más. En 1977, cuando Ricardo Rodríguez tenía once años de edad, se radicaron con su familia en la ciudad de Miami. Allí empezó a tomar clases privadas de piano, y se quedó a vivir.

## Carrera artística

### Nueva Vida (1985 - 1995)
En 1985, en un campamento evangélico de jóvenes, formó el grupo Nueva Vida con cuatro amigos, siendo él la voz principal y el compositor de todas las canciones. Grabaron temas como «De parte de Jesús», «Espera en mí», «¿Quién sino Jesús?», «El viaje» y «Una voz» (la cual fue usada en la programación de la empresa televisiva World Vision.
Grabaron tres álbumes que tuvieron éxito en todos los países bajo la órbita de Estados Unidos. Durante diez años, Nueva Vida se presentó en templos evangélicos de Estados Unidos, los países del Caribe, de Centroamérica y de Suramérica.

### Debut solista
Entre 1992 y 1997, Ricardo Rodríguez sirvió como «director de alabanza» en una iglesia «hispana» de la ciudad de Miami. Allí conoció a su esposa Susana, quien desde entonces trabaja para él. En 1994, trabajó en dos videos musicales del pastor estadounidense Billy Graham, que fueron televisados a toda Latinoamérica. También a trabajó para pastores como Yiye Ávila y Luis Palau. 
En 1998 y 1999, trabajó como traductor y corista en las producciones hispanas de Jaci Velásquez, Chris Rodríguez y Sandi Patty (ganadora del premio Dove al Mejor álbum en español en 1999). En el año 2000, la empresa discográfica evangélica Word Music de la ciudad de Miami lanzó el primer álbum solista de Ricardo Rodríguez, titulado Mi deseo. El video del primer sencillo de ese álbum, «Quizás hoy», trata sobre la parábola del hijo pródigo. Tres años después (en 2003) Rodríguez apareció en el programa Despierta América (del canal Univisión) para cantar y hablar sobre esa canción.
En 2001 Ricardo Rodríguez fue nominado bajo cuatro categorías de los Premios Viva, y recibió el «Premio de mejor vocalista del año». En 1999, la empresa discográfica evangélica Parael Producciones lanzó Alabanzas del Pueblo, que tuvo mucho éxito y generó cuatro álbumes más.
En 2002 grabó el álbum Clásicos de siempre, una recopilación de canciones evangélicas al estilo bolero.
En 2003 publicó En Navidad.
En 2004 lanzó el álbum Clásicos de Siempre II con boleros cristianos. En 2005 publicó Sinceramente (14 canciones). Esta producción, llegó con otros éxitos en la carrera de Ricardo, «Vuelve» y «Puedo imaginarme», una adaptación al español de la canción de MercyMe, I Can Only Imagine.
La decimoquinta producción musical de Ricardo, Eso Es… S.O.S, llegó en 2008 e incluyó «La Oración», versión en español de "The Prayer", canción hecha famosa por Celine Dion y Andrea Bocelli, interpretada a dúo con Christine D'Clario. Su siguiente proyecto fue Calma, con vídeo oficial para el sencillo homónimo al álbum.
En 2015, publicó Huele a lluvia (10 canciones). Este álbum estuvo nominado como mejor álbum masculino en Premios Arpa 2016.
En 2016 publicó ―en coautoría con su esposa Susana― el libro autobiográfico Dios todavía sana, libera y restaura matrimonios quebrantados por causa del pecado.
Recientemente, ha colaborado con artistas nuevos de la música cristiana como Gabriela Cartulano, Restrepo, y Carlos Gallego.

## Nominaciones y premios
En 2004, fue nominado al Premio a la Conquista Music Award por su álbum Recuento, el cual incluyó dos discos compactos con éxitos del grupo Nueva Vida y como solista.
En abril de 2004, fue nominado a los Premios Dove en la categoría «Álbum latino del año» por el álbum Éxitos de hoy, que es una compilación de canciones de varios cantantes en el mercado cristiano latino, e incluyó la canción ―cantada por Ricardo Rodríguez― «Puedo imaginarme», traducción de la canción «I can only imagine» de la agrupación cristiana estadounidense MercyMe.
Rodríguez también ha sido nominado a los Premios Paoli, Premios Viva y Premios Tu Música.
Tu Revista ―la publicación oficial de la Radio 89.1 FM, la Estación de la Familia, localizada en el área de las ciudades de Kissimmee y Orlando (Florida)― publicó una encuesta de cantantes de música cristiana que quedó encabezada por cantantes como René González, Marcos Witt, Juan Luis Guerra, Danny Berrios, y Jesús Adrián Romero, entre otros. Ricardo Rodríguez quedó en el puesto n.º 20.

### Premios Dove
- 1999: Álbum en español del año por Libertad de más (Sandi Patty; fungió como traductor de las letras)
- 2004: Álbum en español del año por Éxitos de hoy (aparece con la canción «Puedo imaginarme» en la compilación)

### Premios Arpa
- 2009: Compositor del año por «Eso es» (Nominado);  Mejor canción en participación por «La Oración» con Christine D'Clario (Nominados)[17]
- 2012: Mejor vídeo musical por «Háblame» (Nominado); Mejor canción en participación por «Solo tú» con Funky (Nominados)[18]
- 2016: Mejor álbum vocal masculino por Huele a lluvia (Nominado)[10]

### Premios AMCL
- 2000: Alabanzas del pueblo Vol. 1 (Álbum alabanza y adoración del año) [19]
- 2005: Sinceramente (Álbum alabanza y adoración del año y Álbum en vivo del año), «Alaba» junto a Danny Berríos como Intervención musical del año [20]

## Discografía

### Álbumes de estudio
- 1989: Ricardo Rodríguez y el Grupo Nueva Vida
- 1999: Alabanzas del pueblo Vol. 1
- 1999: Alabanzas del pueblo Vol. 2
- 2000: Alabanzas del pueblo Vol. 3
- 2000: Mi Deseo
- 2001: Alabanzas del pueblo Vol. 4
- 2002: Clásicos de siempre 1
- 2003: En Navidad
- 2003: Recuento
- 2005: Clásicos de siempre 2
- 2005: Sinceramente
- 2007: Alabanzas del pueblo Vol. 5
- 2008: Eso Es (SOS)
- 2011: Calma
- 2013: Cuba alaba
- 2013: Lo mejor de Alabanzas del pueblo
- 2015: Huele a lluvia
- 2022: Mi vida, mis canciones